# 杜鹃叶鼠李
杜鹃叶鼠李（学名：Rhamnus rhododendriphylla）为鼠李科鼠李属下的一个种。

## 扩展阅读
- 維基物種上的相關：杜鹃叶鼠李